# David Ferrier (neurologue)
Pour les articles homonymes, voir David Ferrier et Ferrier (homonymie).
Sir David Ferrier, né le 13 janvier 1843 à Aberdeen et mort le 19 mars 1928 à Londres est un pionnier écossais de la neurologie et de la psychiatrie.

## Biographie
Né à Woodside, un quartier d'Aberdeen, David Ferrier est élève du lycée d'Aberdeen (Aberdeen Grammar School), puis étudiant de l'université d'Aberdeen où il obtient le diplôme de Master of Arts en 1863. Alors qu'il est encore étudiant en médecine, il est recruté comme assistant par le psychologue et philosophe libre-penseur Alexander Bain (1818-1903), l'un des fondateurs de la psychologie associative. Dans les années 1860, les fondements scientifiques de la psychologie trouvaient leur source en Allemagne, avec les travaux rigoureux de Hermann von Helmholtz (1821-1894), qui avait une formation de physicien, et de son élève Wilhelm Wundt (1832-1920). Ils s'intéressaient à la psychophysiologie sensorielle, laquelle donnait les résultats les plus exploitables concernant les paradigmes de la physique expérimentale. Ces deux savants travaillaient à l'université de Heidelberg. En 1864, Bain engage Ferrier à venir se former auprès d'eux.
De retour en Écosse, Ferrier obtient le titre de docteur en médecine de l'université d'Édimbourg en 1868. En 1870, il s'installe à Londres et commence une carrière de neuropathologiste au King's College Hospital ainsi qu'au National Hospital for Paralysis and Epilepsy ; ce dernier était le premier hôpital d'Angleterre consacré au traitement des maladies neurologiques.
Le neurologue John Hughlings Jackson (1835-1911), qui travaille alors dans le même hôpital, élabore, à partir de ses expériences, le concept de la fonction sensori-motrice du système nerveux. Jackson pense qu'il existe un substrat anatomique et physiologique aux fonctions cérébrales, lesquelles seraient organisées hiérarchiquement.
Influencé par Jackson, qui devint son ami et mentor, Ferrier entreprend une série d'expériences dont l'objet est de confirmer les résultats de deux physiologistes allemands Eduard Hitzig (1838-1907) et Gustav Fritsch (1837-1927). En 1870, ils avaient publié les résultats d'expériences de stimulation électrique (en) du cortex moteur de chiens. Ferrier souhaite aussi confirmer l'hypothèse de Jackson, fondée sur des expériences, selon laquelle l'épilepsie aurait une origine corticale.
Simultanément, David Ferrier se voit proposer la direction du laboratoire de neurologie expérimentale du West Riding Lunatic Asylum, hôpital psychiatrique situé dans le Yorkshire, dont le directeur est alors le psychiatre James Crichton-Browne (en) (1840-1938). Disposant de bonnes conditions de travail et de nombreux animaux de laboratoire (surtout des lapins, des cobayes et des chiens), Ferrier commence ses expériences en 1873 sur des lésions expérimentales du cortex et la stimulation électrique. Dès son retour à Londres, la Royal Society l'aide pour étendre ses expériences sur les macaques, qu'il effectuera à la Brown Institution de Lambeth. À la fin de cette année, il expose ses conclusions dans plusieurs congrès nationaux et internationaux et publia un rapport dans une revue influente, la West Riding Lunatic Asylum Medical Reports.
David Ferrier réussi de manière spectaculaire à démontrer qu'à l'aide de stimulations électriques de faible intensité, on parvient à établir chez plusieurs animaux une cartographie assez précise et spécifique de la localisation des fonctions motrices. La lésion de ces mêmes aires conduit à la perte des mêmes fonctions que celles activées par la stimulation. Ferrier montre aussi que l'excitation intense des aires du cortex moteur produit des mouvements répétitifs du cou, de la face et des membres, qui rappellent les crises d'épilepsie observées par les neurologues tant chez l'homme que chez l'animal. Ce phénomène semble dû à une extension progressive à partir du foyer stimulé, une telle interprétation rejoignant les idées de Jackson.

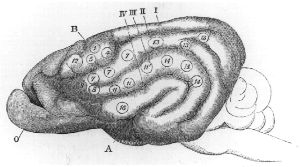
Cartographie d'un cerveau de chien obtenue par Ferrier à l'aide de stimulations électriques

Ces recherches et d'autres de même nature assurent à Ferrier une renommée internationale et une place parmi les meilleurs neurologues expérimentaux. En juin 1876, il est élu membre de la Royal Society à l'âge de 33 ans et membre du Royal College of Physicians l'année suivante. En 1878, il est cofondateur, avec Jackson et Crichton-Browne, de la prestigieuse revue neurologique Brain.
Il propose audacieusement une transposition de ses résultats sur la cartographie des cerveaux de singes aux humains. Cette idée a rapidement des conséquences pratiques en neurologie et en neurochirurgie. Un chirurgien écossais, William MacEwen (1848-1924) et deux médecins britanniques, le neurologue Hughes Bennett, et Sir Rickman Godlee (en) démontrent en 1884 qu'un examen clinique précis permet selon la latéralité et l'étendue des atteintes motrices ou sensitives, de déterminer la localisation d'une tumeur ou d'autres lésions cérébrales. Cette méthode de cartographie des fonctions neurologiques est encore utilisée au début du XXIe siècle.
Les résultats pratiques de ses expérimentations sur l'animal permettent à David Ferrier de se défendre contre les attaques virulentes des antivivisectionnistes qui l'accusent, ainsi que d'autres chercheurs de pratiques inhumaines sur les animaux. En 1882, Ferrier est membre fondateur de la National Society for the Employment of Epileptics (aujourd'hui National Society for Epilepsy) avec William Gowers et John Hughlings Jackson.
Il meurt en 1928 à Londres d'une pneumonie. Sa veuve Constance, née Waterlow, est la sœur du peintre Ernest Albert Waterlow, ils ont eu ensemble une fille et fils ; ce dernier, prénommé Claude deviendra un architecte célèbre.

## Œuvres
Deux livres se distinguent dans l'œuvre de Ferrier.
- Le premier, publié en 1876, The functions of the brain, « Les fonctions du cerveau », décrit ses résultats expérimentaux et eut une importance considérable ; aussi le considère-t-on aujourd'hui comme un classique des neurosciences. Il en publie en 1886 une seconde édition révisée et largement augmentée.
- Son second ouvrage, paru en 1878, The Localisation of Brain Diseases, « La localisation des maladies du cerveau », concerne plus spécifiquement les applications cliniques des localisations corticales.